# Wagakki Band
Wagakki Band (和楽器バンド?, Wagakkibando) è un gruppo musicale giapponese formato nel 2013 che unisce musica rock e metal, strumenti tradizionali giapponesi (wagakki) e poemi antichi giapponesi e cinesi recitati in stile Shigin.
Il loro iniziale successo è dovuto alle molte cover di vocaloid, tanto che i video di Tengaku (天樂?) e Senbonzakura (千本桜?) hanno raggiunto milioni di visualizzazioni prima che la band pubblicasse il loro primo album, ma da allora compongono, arrangiano e producono la maggior parte della loro musica.
Nel 2014 sono stati invitati alla Japan Expo di Parigi e il 4 luglio 2015 si sono esibiti all'Anime Expo di Los Angeles in un evento sold-out. Nel 2015 il loro primo album originale Yasou Emaki (八奏絵卷?) ha debuttato al primo posto nella Oricon Albums Chart, e ha vinto un Japan Record Award, impresa che hanno ripetuto anche nel 2018 con il loro quarto album Otonoe (オトノエ?).

## Storia
Dopo aver vinto due concorsi canori a livello nazionale nel 2011, la cantante, pianista di musica classica ed insegnante di recitazione di poemi tradizionali Shigin e di danza Kenshibu (danza interpretativa tradizionale con katana e ventagli) Yuko Suzuhana ha fondato la band di musica folk-acustica Hanafugetsu (華風月? lett. "fiore-vento-luna") assieme all'arpista di koto Kiyoshi Ibukuro e il flautista di shakuachi Kaminaga Daisuke nel febbraio 2012. Il nome della band, preso dal concetto poetico, estetico e filosofico giapponese di Kachoufugetsu, rappresenta i tre membri: Suzuhana (Hana 華, fiore), Kaminaga (Fū 風, vento), Ibukuro (mangetsu 月, luna). Suzuhana e Ibukuro compongono la musica originale, ma il gruppo è anche noto per le loro reinterpretazioni di poemi Shigin.
Nei loro concerti il trio era spesso accompagnato da altri amici musicisti, così nel 2013 Suzuhana ha deciso di fondare un'altra band che unisse la musica tradizionale giapponese wagakki alla musica occidentale rock e metal.
I primi membri ad unirsi al nuovo progetto furono il percussionista di wadaiko Kurona, con cui Ibukuro e Kaminaga avevano una band di musica folk-visual kei chiamata Crow x Class (黒鴉組?) dal 2010, il chitarrista, cantante e arrangiatore Shin "Machiya" Oumura e il batterista Akira "Wasabi" Sasaki. Nell'ottobre 2012 il sestetto ha pubblicato una cover della canzone vocaloid Tsuki Kage Mai Ka (月影舞華? lett. "luna-ombra-danza-fiore") divenendo subito virali.
Nel 2013 al gruppo si sono uniti il bassista e produttore musicale di vocaloid Asa e la suonatrice di tsugaru shamisen Beni Ninagawa. Nel marzo del 2013 Suzuhana ha annunciato ufficialmente la formazione della nuova band folk-metal Suzuhana Yuko with Wagakki Band, nome che è stato successivamente abbreviato a Wagakki Band.
Nel 2013 la band ha pubblicato sulla pagina personale YouTube di Suzuhana due nuove cover vocaloid Rokuchounen to Ichiya Monogatari (六兆年と一夜物語? lett. "storia dei sei trilioni di anni e una notte") e ''Tengaku (天樂? lett. "suoni dei cieli"), raggiungendo milioni di visualizzazioni, e in ottobre dello stesso anno hanno pubblicato il loro primo EP Joshou (序章? lett. "prologo"). Nell'aprile 2014 hanno pubblicato il primo album Vocalo Zenmai (ボカロ三昧?) composto da cover di vocaloid, tra cui la canzone Senbonzakura (千本桜? lett. "mille fiori di ciliegio") che ha subito raggiunto milioni di ascolti e divenendo il loro maggiore successo.
Nel 2014 hanno pubblicato il loro primo singolo originale Hanabi (華火? lett. "fuoco d'artificio" o "fiore di fuoco") composto da Suzuhana, presente nel loro primo album originale Yasou Emaki (八奏絵卷? lett. "emaki di un'ottetto che suona") pubblicato l'anno seguente. L'album ha debuttato al primo posto nella Oricon Albums Chart.
Nel 2017 hanno pubblicato l'album Shikisai (四季彩? lett. "colori delle quattro stagioni") e nel 2018 l'album Otonoe (オトノエ?), firmando nel 2019 un nuovo contratto musicale con la Universal dopo cinque anni con la Avex Group.
Nel dicembre 2019 hanno pubblicato l'EP React seguito dall'album Tokyo Singing, nel quale hanno anche collaborato con Amy Lee della band americana Evanescence.
Nel marzo del 2020 la cantante Yuko Suzuhana e l'arpista koto Kiyoshi Ibukuro si sono sposati.
Nell'agosto 2022, in commemorazione degli otto anni della band, hanno pubblicato un secondo album di cover vocaloid intitolato Vocalo Zenmai 2 (ボカロ三昧2?). Nel settembre 2022, durante il tour per pubblicizzare l'album, Suzuhana e Ibukuro hanno annunciato di aspettare una figlia (nata poi in novembre), e che Suzuhana era stata ospedalizzata in isolamento per complicanze dovute alla gravidanza e che gli altri sette membri della band avrebbero proseguito il tour senza di lei. Machiya, Asa e Beni Ninagawa hanno cantato in sua vece per i successivi tre mesi del tour.
Nel luglio del 2023 hanno pubblicato l'album IvsI. A gennaio 2024 hanno annunciato il ritiro dalle scene.

## Formazione
- Yūko Suzuhana (鈴華ゆう子?) – voce, piano
- Machiya (町屋?) – chitarra, voce
- Beni Ninagawa (蜷川べに?) – tsugaru shamisen
- Kiyoshi Ibukuro (いぶくろ聖志?) – koto
- Asa (亜沙?) – basso elettrico
- Daisuke Kaminaga (神永大輔?) – shakuhachi
- Wasabi (山葵?) – batteria
- Kurona (黒流?) – wadaiko

## Discografia
Album in studio
- 2014 - Vocalo Zanmai (ボカロ三昧?)
- 2015 - Yasou Emaki (八奏絵巻?)
- 2017 - Shikisai (四季彩-shikisai-?)
- 2018 - Otonoe (オトノエ?)
- 2020 - Tokyo Singing (東京シンギング?)
- 2022 - Vocalo Zanmai 2 (ボカロ三昧2?)
- 2023 - IvsI

EPs
- 2013 - Joshou (序章?)
- 2019 - React
- 2021 - Starlight

## Band Affiliate
- Hanafugetsu (華風月?) (2012-in corso)
- Shirafu (公式?) (2023-in corso)